# Амт
Амт — назва адміністративно-територіальної одиниці в деяких державах і країнах Північної та Західної Європи, приблизно відповідає українським повіту і району.
Зазвичай амт більший від муніципалітету і є еквівалентом округу. Слово входить у назву окремих посад місцевого управління та організацій деяких німецькомовних (і не тільки) держав.

## Данія
До 1 січня 2007 року Данія була поділеною на 14 амтів (графств), кожен із яких включав один або кілька муніципалітетів. Об'єднане Королівство Данії та Норвегії також в адміністративно-територіальному плані ділилось на амти.
Від 1 січня 2007 року набрав чинності закон, що замінив амти на п'ять адміністративних областей, а кількість муніципалітетів після укрупнення скоротилася з 271 до 98.

## Норвегія
Від 1662 до 1919 округи Норвегії називалися амтами, наприклад, округ у Південній Норвегії Крістіанс-амт (Kristians-amt). Нині їх називають фюльке (норв. fylke).

## Німеччина
Раніше на окремих територіях Німецько-римської імперії, наприклад, у Вюртемберзькому герцогстві, Вестфалії, Голштинії тощо, були адміністративно-територіальні одиниці — амти.
Пізніше поділ на амти (мн. Ämter) був тільки в землях (державах) Шлезвіг-Гольштейн, Мекленбург-Передня Померанія, Бранденбург.
Інші федеральні землі (держави) раніше також були поділеними на амти. Деякі землі (держави) поділені на схожі адміністративні одиниці Samtgemeinde (Нижня Саксонія), об'єднання громад (Verbandsgemeinde) (Рейнланд-Пфальц) або Verwaltungsgemeinschaft (Баден-Вюртемберг, Баварія, Тюрингія, Саксонія).

## Росія
У Росії, імперського періоду, в Остзейських губерніях, слово «амт» застосували також щодо різних присутствених місць.